# Grand Prix-wegrace van Argentinië 1962
De Grand Prix-wegrace van Argentinië 1962 was de elfde en laatste race van het wereldkampioenschap wegrace-seizoen 1962. De races werden verreden op 14 oktober op het Autódromo Oscar Alfredo Gálvez in Buenos Aires. Aan de start kwamen de 50cc-klasse, de 125cc-klasse, de 250cc-klasse en de 500cc-klasse. Alleen in de 50cc-klasse was de wereldtitel nog niet beslist.

## Algemeen
Nadat de Argentijnse Grand Prix in het seizoen 1961 al mager bezet was geweest, was het nu nog erger omdat naast MV Agusta ook Honda er geen belang meer bij had. Omdat de 50cc-titel nog open was namen alleen de fabrieksteams van Suzuki en Kreidler de moeite om naar Argentinië af te reizen. Dat gaf de Zuid-Amerikanen wel de kans om punten te scoren.

## 500cc-klasse
Slechts twee Europeanen waren afgereisd om aan de 500cc-race deel te nemen. Arthur Wheeler, die met zijn verouderde Moto Guzzi Monocilindrica 500 kansen zag, en Bert Schneider, in een poging de derde plaats in de WK-stand te heroveren op Phil Read. Beiden vielen echter uit. De Argentijn Benedicto Caldarella (Matchless) won voor zijn landgenoten Juan Carlos- en Eduardo Salatino.
| Pos | Coureur              | Merk      | Tijd       | Pnt |
| --- | -------------------- | --------- | ---------- | --- |
| 1   | Benedicto Caldarella | Matchless | 1:11"14'6  | 8   |
| 2   | Juan Carlos Salatino | Norton    | + 0'2      | 6   |
| 3   | Eduardo Salatino     | Norton    | +1"09'2    | 4   |
| 4   | Pablo Gamberini      | Matchless | + 5 ronden | 3   |
| 5   | Amleto Pomesano      | Norton    | + 7 ronden | 2   |
| 6   | Manuel Soler         | Norton    | + 7 ronden | 1   |

| Coureur             | Merk       | Oorzaak |
| ------------------- | ---------- | ------- |
| Jorge Kissling      | Matchless  |         |
| Juan Carlos Perkins | Norton     |         |
| Bert Schneider      | Norton     |         |
| Arthur Wheeler      | Moto Guzzi |         |
| Horacio Costa       | Matchless  |         |
| Raúl Villaveiran    | Norton     |         |

| Coureur              | Merk      | Oorzaak     |
| -------------------- | --------- | ----------- |
| Jack Ahearn          | Norton    | Privérijder |
| Jack Findlay         | Norton    | Privérijder |
| Mike Duff            | Matchless | Privérijder |
| Gyula Marsovszky     | Norton    | Privérijder |
| Roland Föll          | Matchless | Privérijder |
| František Šťastný    | Jawa      |             |
| Anssi Resko          | Matchless | Privérijder |
| Alan Shepherd        | Matchless | Privérijder |
| Alistair King        | Matchless | Privérijder |
| Billie Nelson        | Norton    | Privérijder |
| Brian Setchell       | Norton    | Privérijder |
| Dan Shorey           | Matchless | Privérijder |
| Derek Minter         | Norton    | Privérijder |
| Ellis Boyce          | Norton    | Privérijder |
| Fred Stevens         | Norton    | Privérijder |
| Mike Hailwood        | MV Agusta | Teambeleid  |
| Phil Read            | Norton    | Privérijder |
| Ray Spence           | Norton    | Privérijder |
| Ron Langston         | Norton    | Privérijder |
| Roy Ingram           | Norton    | Privérijder |
| Tony Godfrey         | Norton    | Privérijder |
| Remo Venturi         | MV Agusta | Teambeleid  |
| Silvio Grassetti     | Bianchi   |             |
| Hugh Anderson        | Norton    | Privérijder |
| Gary Hocking         | MV Agusta | Gestopt     |
| Harald Karlsson      | Norton    | Privérijder |
| Sven-Olof Gunnarsson | Norton    | Privérijder |
| Paddy Driver         | Norton    | Privérijder |

### Top tien eindstand 500cc-klasse
| Pos | Coureur              | Merk      | Pnt |
| --- | -------------------- | --------- | --- |
| 1   | Mike Hailwood        | MV Agusta | 40  |
| 2   | Alan Shepherd        | Matchless | 29  |
| 3   | Phil Read            | Norton    | 11  |
| 4   | Bert Schneider       | Norton    | 10  |
| 5   | Gary Hocking         | MV Agusta | 8   |
| 5   | Benedicto Caldarella | Matchless | 8   |
| 7   | Tony Godfrey         | Norton    | 7   |
| 7   | Paddy Driver         | Norton    | 7   |
| 7   | František Šťastný    | Jawa      | 7   |
| 10  | Ellis Boyce          | Norton    | 6   |
| 10  | Derek Minter         | Norton    | 6   |
| 10  | Remo Venturi         | MV Agusta | 6   |
| 10  | Sven-Olof Gunnarsson | Norton    | 6   |
| 10  | Juan Carlos Salatino | Norton    | 6   |

## 250cc-klasse
Het ontbreken van de topteams gaf Arthur Wheeler de kans om de tweede Grand Prix van zijn lange carrière te winnen. Hij brak daarbij ook een record: met 46 jaar en 70 dagen was hij nu de oudste GP-winnaar. Hij deed het met een zeer verouderde
Moto Guzzi 250 Bialbero, die al zeven jaar niet meer gemaakt werd. 2,4 seconde achter Wheeler finishte Umberto Masetti, die naar Chili was geëmigreerd en van Moto Morini het verzoek kreeg om een Moto Morini 250 Bialbero in te zetten. Derde werd Raúl Kaiser met een NSU Sportmax op een ronde achterstand.
| Pos | Coureur          | Merk       | Tijd        | Pnt |
| --- | ---------------- | ---------- | ----------- | --- |
| 1   | Arthur Wheeler   | Moto Guzzi | 56'"2'8     | 8   |
| 2   | Umberto Masetti  | Morini     | + 2'4       | 6   |
| 3   | Raúl Kaiser      | NSU        | + 1 ronde   | 4   |
| 4   | Jorge Terengo    | Ducati     | + 4 ronden  | 3   |
| 5   | Carlos Marfetan  | Parilla    | + 5 ronden  |     |
| 6   | Enrique Dietrich | Aermacchi  | + 12 ronden |     |

| Coureur           | Merk   | Oorzaak    |
| ----------------- | ------ | ---------- |
| Tom Phillis (†)   | Honda  | Overleden  |
| Luigi Taveri      | Honda  | Teambeleid |
| Bob McIntyre (†)  | Honda  | Overleden  |
| Derek Minter      | Honda  | Teambeleid |
| Tommy Robb        | Honda  | Teambeleid |
| Tarquinio Provini | Morini |            |
| Kenjiro Tanaka    | Honda  | Teambeleid |
| Moto Kitano       | Honda  | Teambeleid |
| Jim Redman        | Honda  | Teambeleid |

| Coureur              | Merk              |
| -------------------- | ----------------- |
| Marcel Toussaint     | Benelli           |
| Pierrot Vervroegen   | Aermacchi         |
| Frank Perris         | Suzuki            |
| Werner Musiol        | MZ                |
| Günter Beer          | Adler             |
| Hans-Otto Butenuth   | NSU               |
| Michael Schneider    | NSU               |
| Benjamin Savoye      | Mondial           |
| Jean-Pierre Beltoise | Morini            |
| Alan Shepherd        | Aermacchi         |
| Bill Smith           | Bianchi           |
| Campbell Donaghy     | Ducati            |
| Dan Shorey           | Bultaco           |
| Mike Hailwood        | Benelli / MZ      |
| Stuart Graham        | Aermacchi         |
| Alberto Pagani       | Aermacchi / Honda |
| Gilberto Milani      | Aermacchi         |
| Paolo Campanelli     | Benelli           |
| Cas Swart            | Honda             |
| Nikolaj Sevast'ânov  | CKEB              |

### Top tien eindstand 250cc-klasse
| Pos | Coureur           | Merk              | Pnt     |
| --- | ----------------- | ----------------- | ------- |
| 1   | Jim Redman        | Honda             | 48 (66) |
| 2   | Bob McIntyre (†)  | Honda             | 32      |
| 3   | Arthur Wheeler    | Moto Guzzi        | 19      |
| 4   | Tom Phillis (†)   | Honda             | 12      |
| 5   | Tarquinio Provini | Morini            | 10      |
| 6   | Derek Minter      | Honda             | 8       |
| 6   | Tommy Robb        | Honda             | 8       |
| 8   | Luigi Taveri      | Honda             | 8       |
| 9   | Alberto Pagani    | Aermacchi / Honda | 8       |
| 10  | Dan Shorey        | Bultaco           | 8       |

## 125cc-klasse
| Pos | Coureur           | Merk    | Tijd       | Pnt |
| --- | ----------------- | ------- | ---------- | --- |
| 1   | Hugh Anderson     | Suzuki  | 56"25'2    | 8   |
| 2   | Raúl Kissling     | DKW     | + 1"11'6   | 6   |
| 3   | Mitsuo Itoh       | Suzuki  | + 1 ronde  | 4   |
| 4   | Limburg Moreira   | Bultaco | + 3 ronden | 3   |
| 5   | Marzillo Chizzini | Bultaco | + 3 ronden | 2   |
| 6   | Pedro Rosenthal   | Tohatsu | + 4 ronden | 1   |

| Coureur             | Merk  | Oorzaak    |
| ------------------- | ----- | ---------- |
| Tom Phillis (†)     | Honda | Overleden  |
| Luigi Taveri        | Honda | Teambeleid |
| Bob McIntyre (†)    | Honda | Overleden  |
| Derek Minter        | Honda | Teambeleid |
| Tommy Robb          | Honda | Teambeleid |
| Alberto Pagani      | Honda | Teambeleid |
| Kunimitsu Takahashi | Honda | Gestopt    |
| Sadao Shimazaki     | Honda | Teambeleid |
| Teisuke Tanaka      | Honda | Teambeleid |
| Jim Redman          | Honda | Teambeleid |

| Coureur          | Merk    |
| ---------------- | ------- |
| Jorge Kissling   | Bultaco |
| Frank Perris     | Suzuki  |
| Stanislav Malina | ČZ      |
| Hans Fischer     | MZ      |
| Klaus Enderlein  | MZ      |
| Werner Musiol    | MZ      |
| Ernst Degner     | Suzuki  |
| Jukka Petäjä     | MZ      |
| Alan Shepherd    | MZ      |
| Alistair King    | Bultaco |
| Mike Hailwood    | EMC     |
| Rex Avery        | EMC     |
| John Grace       | Bultaco |
| Francesco Villa  | Mondial |
| Giuseppe Visenzi | Ducati  |
| Paddy Driver     | EMC     |

### Top tien eindstand 125cc-klasse
| Pos | Coureur             | Merk   | Pnt     |
| --- | ------------------- | ------ | ------- |
| 1   | Luigi Taveri        | Honda  | 48 (67) |
| 2   | Jim Redman          | Honda  | 38 (47) |
| 3   | Tommy Robb          | Honda  | 30 (33) |
| 4   | Kunimitsu Takahashi | Honda  | 16      |
| 5   | Mike Hailwood       | EMC    | 12      |
| 6   | Teisuke Tanaka      | Honda  | 11      |
| 7   | Hugh Anderson       | Suzuki | 11      |
| 8   | Hans Fischer        | MZ     | 7       |
| 9   | Raúl Kissling       | DKW    | 6       |
| 10  | Paddy Driver        | EMC    | 6       |

## 50cc-klasse
De opdracht voor het team van Suzuki was duidelijk: Ernst Degner moest één punt meer scoren dan Hans Georg Anscheidt. Daarmee zou hij qua punten op gelijke hoogte komen, maar met meer overwinningen. Dat lukte met moeite. Anderson kreeg de voorloper van de nieuwe Suzuki RM 63, die inderdaad sneller was dan de RM 62. Anderson reed ruim aan de leiding, maar toen bleek dat Degner niet voorbij Anscheidt kon komen kreeg Anderson opdracht om zich terug te laten zakken en Degner in zijn slipstream mee te slepen.

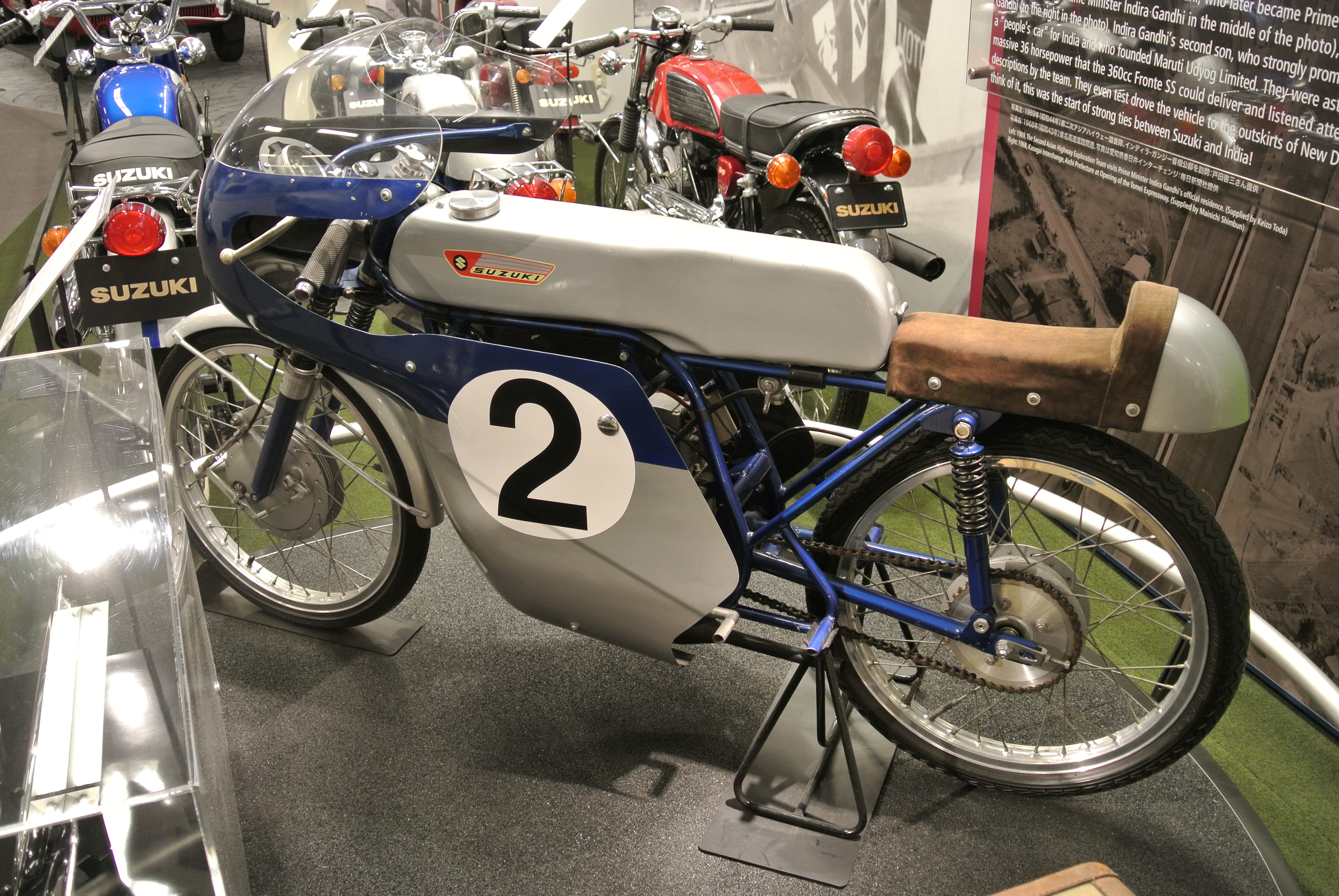
Ernst Degner reed de Suzuki RM 62 naar de wereldtitel.

| Pos | Coureur              | Merk     | Tijd | Pnt |
| --- | -------------------- | -------- | ---- | --- |
| 1   | Hugh Anderson        | Suzuki   |      | 8   |
| 2   | Ernst Degner         | Suzuki   |      | 6   |
| 3   | Hans Georg Anscheidt | Kreidler |      | 4   |
| 4   | Mitsuo Itoh          | Suzuki   |      | 3   |
| 5   | Jan Huberts          | Kreidler |      | 2   |
| 6   | Günter Beer          | Kreidler |      | 1   |

| Coureur             | Merk  | Oorzaak    |
| ------------------- | ----- | ---------- |
| Luigi Taveri        | Honda | Teambeleid |
| Tommy Robb          | Honda | Teambeleid |
| Kunimitsu Takahashi | Honda | Gestopt    |
| Teisuke Tanaka      | Honda | Teambeleid |

| Coureur             | Merk     |
| ------------------- | -------- |
| Wolfgang Gedlich    | Kreidler |
| José Maria Busquets | Derbi    |
| Dan Shorey          | Kreidler |
| Isao Morishita      | Suzuki   |
| Michio Ichino       | Suzuki   |
| Seichi Suzuki       | Suzuki   |

### Top tien eindstand 50cc-klasse
| Pos | Coureur              | Merk     | Pnt     |
| --- | -------------------- | -------- | ------- |
| 1   | Ernst Degner         | Suzuki   | 41      |
| 2   | Hans Georg Anscheidt | Kreidler | 36 (43) |
| 3   | Luigi Taveri         | Honda    | 29 (33) |
| 4   | Jan Huberts          | Kreidler | 29      |
| 5   | Mitsuo Itoh          | Suzuki   | 23 (24) |
| 6   | Tommy Robb           | Honda    | 17      |
| 7   | Hugh Anderson        | Suzuki   | 16      |
| 8   | Seichi Suzuki        | Suzuki   | 10      |
| 9   | Kunimitsu Takahashi  | Honda    | 7       |
| 10  | José Maria Busquets  | Derbi    | 6       |

## Trivia

### Arthur Wheeler
Op 47-jarige leeftijd won Arthur Wheeler pas zijn tweede Grand Prix (de eerste was de 250cc-GP des Nations van 1954). Hij beëindigde zijn WK-carrière, maar bleef nog heel lang aan motorsportwedstrijden deelnemen, eerst in de zijspantrial en later in klassieke races. In 1989 werd hij nog tiende in de Classic Lightweight Race van de Manx Grand Prix. Hij was toen 73 jaar oud en reed nog steeds Moto Guzzi.
1960 · 1961 · 1962 · 1963 · 1981 · 1982 · 1987 · 1994 · 1995 · 1998 · 1999 · 2014 · 2015 · 2016 · 2017 · 2018 · 2019 · 2022 · 2023 · 2025